# Altaji Traktorgyár
Az Altaji Traktorgyár, rövidítve ATZ (oroszul: АТЗ – Алтайский тракторный завод, magyar átírásban: Altajszkij traktornij zavod) elsősorban lánctalpas mezőgazdasági vontatókat gyártó vállalat volt Oroszország Altaji területén, Rubcovszk városában. 1946. július 1-jén a gyár Mihail Kalinyin nevét vette fel, 2007-ben ment csődbe.
A gyár építését 1942 januárjában kezdték el, amikor a második világháború idején, a Szovjetunió elleni német támadás miatt a Harkovi Traktorgyárat (HTZ) evakuálták és a távol-keleti Rubcovszkba költöztették. A rohamtempóban felépített gyárban még az év augusztusában elkészült az első lánctalpas traktor, az ATZ–NATI, az SZHTZ–NATI Rubcovszkban gyártott változata. 1943 decemberére pedig elkészült az ezredik vontató.
A második világháború után a Harkovi Traktorgyárban is újraindult a termelés, de megmaradt a Rubcovszkban felépített gyár is. Az ATZ az 1940-es évek végére már több vontatót állított elő, mint a HTZ. Az ATZ 1952-ben kezdte el a szovjet kolhozok jellegzetes munkagépének számító, 957 900 példányban készült DT–54 lánctalpas traktor sorozatgyártását, mely 1979-ig folyt.
Az ATZ szakemberigényének kielégítsére a gyár mellett megnyitották az Altaji Állami Műszaki Egyetem kirendeltségét.
A vállalat 2007-ben csődbe ment, majd 2012 elején megszűnt. A vagyontárgyait elárverezték, a vállalat iratanyagát és dokumentumait átadták a rubcovszki városi levéltárnak.